# Kristine Breistøl
Kristine Breistøl (Oslo, 1993. augusztus 23. –) olimpiai bajnok, világ- és Európa-bajnok, kétszeres olimpiai bronzérmes és bajnokok ligája-győztes norvég válogatott kézilabdázó, balátlövő, a Győri Audi ETO KC játékosa.